# Knúkur, Eysturoy
Knúkur är ett berg på ön Eysturoy i Färöarna. Det ligger ungefär i mitten av öns västra bergsrygg. Berget har en högsta topp på 699 meter och är därmed på plats 48 bland Färöarnas högsta toppar och nummer 16 på Eysturoy. Samhället Oyri ligger vid dess fot.